# Rachel Heal
Rachel Elisabeth Heal (Bebington, 1 de abril de 1973) é uma ex-ciclista britânica. Representou o Reino Unido nos Jogos Olímpicos de 2004, em Atenas, onde conseguiu alcançar a vigésima segunda posição na prova de estrada individual.